# Basilius Ebel

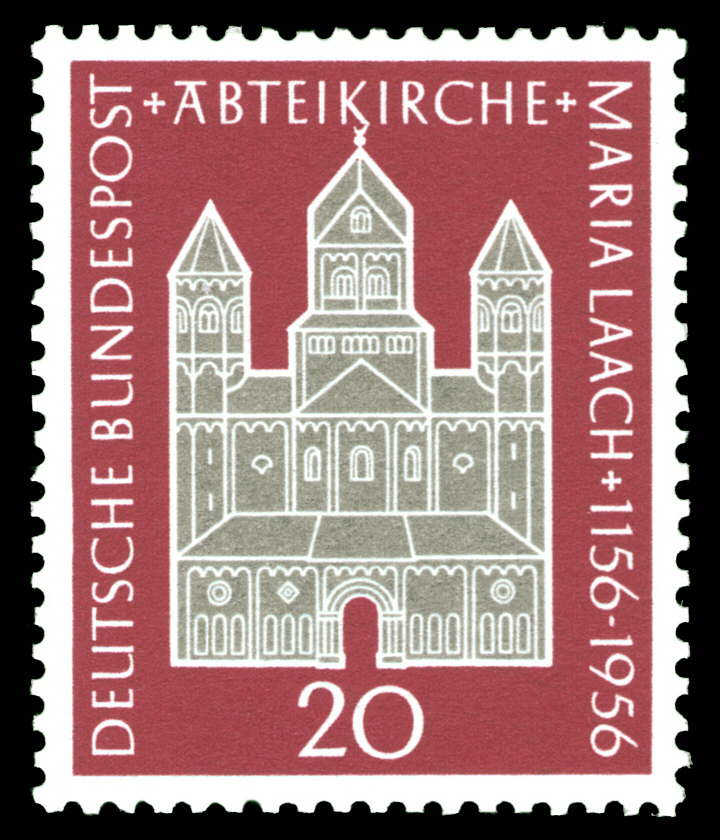
20-Pfennig-Briefmarke der Deutschen Bundespost zum 800-jährigen Bestehen des Klosters Maria Laach, erschienen im Abbatiat von Basilius Ebel

Basilius Ebel OSB (* 21. April 1896 in Kassel als Heinrich Ebel; † 20. Juli 1968 in Maria Laach) war ein deutscher Benediktiner und Abt der Abteien St. Matthias und Maria Laach.

## Leben
Basilius Ebel wurde am 21. April 1896 in Kassel mit dem Taufnamen Heinrich als Sohn eines Lehrers und Kantors geboren. Nachdem er zunächst die Volksschule in seiner Vaterstadt und danach das Wilhelmsgymnasium bis zum Abitur im Jahre 1915 besucht hatte, tat er im Ersten Weltkrieg drei Jahre Kriegsdienst als Sanitäter. Daran schlossen sich sechs Semester Philosophie- und Theologiestudium im Priesterseminar zu Fulda (Rhön) an.
Heinrich Ebel trat 1921 in die Benediktinerabtei Maria Laach in der Eifel ein und erhielt den Ordensnamen Basilius; er legte am 10. Februar 1922 seine Profess ab und wurde 1924 zum Priester geweiht. Pater Ebel setzte seine Studien in den Fächern Theologie und Ordensrecht in Beuron und Rom fort, wo er Schüler von Jusztinián György Serédi OSB am Kolleg Sant’Anselmo war. In Rom wurde er 1925 mit einer Arbeit über die Geschichte der Ordensprofess bis zum 14. Jahrhundert zum Dr. iur. can. promoviert. 1927/1928 absolvierte er musikwissenschaftliche Studien in Göttingen, Bonn und Freiburg (Schweiz). Dort promovierte er 1930 mit einer Arbeit über das älteste alemannische Hymnar nach einer Einsiedler Handschrift des 12. Jahrhunderts.
Er begleitete den Abtprimas Fidelis von Stotzingen auf einer Visitationsreise durch Brasilien und war dort von 1932 bis 1933 Subprior der Benediktinerabtei São Bento do Rio de Janeiro. In seiner Heimatabtei Maria Laach wirkte P. Basilius Ebel von 1933 bis 1939 als Novizenmeister und seit 1938 als Prior. Von 1939 bis 1946 war er Abt der Abtei St. Matthias in Trier und von 1946 bis 1966 Abt von Maria Laach. Sein Wahlspruch lautete: In caritate radicati – In der Liebe fest verwurzelt (Eph 3,17). Eine seiner vorzüglichsten Aufgaben, als bedeutender Wissenschaftler seiner Zeit, bestand darin, die wissenschaftlichen Arbeiten in den Klöstern weiterzuführen und zu sichern.
Während der Zeit des Nationalsozialismus wurde die Abtei in Trier durch die Geheime Staatspolizei am 6. Mai 1941 aufgehoben und der Besitz beschlagnahmt, weil er jüdischstämmige Mönche aufgenommen hatte. Er und seine Mönche waren zuerst mit einem Reiseverbot belegt, bevor der Konvent in einen Bus geladen und nach Maria Laach gebracht wurde, wo Ildefons Herwegen als Abt amtierte, der den Nationalsozialisten keinen aktiven Widerstand entgegensetzte. Erst 1945 konnte sich der Konvent wieder in Trier sammeln.
Nach Herwegens Tod 1946 wurde Basilius Ebel zum Abt von Maria Laach gewählt. Ein bedeutsamer Eingriff geschah unter Abt Ebel im Innern des Kirchenbaus von Maria Laach, indem er 1947 das Presbyterium neu gestalten und den alten sechssäuligen Baldachin wieder an seinem Platz im Ostchor aufstellen ließ. Er ließ auch manche neuromanischen Einbauten beseitigen und den ursprünglichen Baugedanken wieder klarer heraustreten.
1948 gründete Ebel in Laach das „Abt-Herwegen-Institut für liturgische und monastische Forschung“.
Unter seiner Leitung wurde die Benediktinerabtei auch bedeutend in der Versöhnung zwischen Christen und Juden.

## Schriften
- Das älteste alemannische Hymnar mit Noten, Kodex 366 Einsiedeln (XII. Jahrhundert), Einsiedeln, Benziger 1930.
- Der heilige Benedikt und die 1400-Jahrfeier seines Heimganges, Freiburg, Herder 1948.
- Das Bild des Guten Hirten im 22. Psalm nach Erklärungen der Kirchenväter, in: Universitas. Dienst an Wahrheit und Leben. Festschrift Albert Stohr, ed. Ludwig Lenhart, Mainz 1960, Bd. 1, S. 48–57.